# 帕克黑爾M85狙擊步槍
帕克黑爾M85（英語：Parker Hale M85）是一款由英国槍械製造商帕克黑爾公司所研製的軍用版型栓動式狙擊步槍。帕克黑爾M85在外觀和設計兩方面都是偏向完全傳統的狙擊武器，發射7.62×51毫米北約口徑制式步枪子彈。
帕克黑爾M85的有效射程約為900公尺（984.25码，2,952.76英尺）。帕克黑爾M85具有容量達到10發的可拆卸式彈匣，裝上光学望遠瞄準鏡時最少5.44公斤（12磅）。雖然帕克黑爾M85已經將特許生產許可證出售給吉布斯步槍有限公司（英語：Gibbs Rifle Co.），但是它並未恢復生產。

## 歷史
帕克黑爾M85步槍由帕克黑爾有限公司所研製，以參與在1982年的马岛战争以後，英軍為取代在當代已經過時和缺陷明顯的李-恩菲爾德L42A1狙擊步槍，而在同年開始為新型狙擊手武器系統展開競標。
帕克黑爾M85步槍和精密國際PM、HK PSG1、SIG SSG 2000、雷明登700一樣參加了英國陸軍的新型狙擊手武器系統試驗，以嘗試它是否可以用以作為一枝潛在的狙擊步槍。可惜這步槍最終以輕微的差距敗於精密國際的PM步槍（被英國陸軍命名為L96）。

## 設計
帕克黑爾M85步槍的有效射程為600公尺（656.17码，1,968.5英尺），在大約600—900公尺（656.17—984.25码，1,968.5—2,952.76英尺）具有85％的第一發命中能力。這枝步槍也具有一個無聲保險鎖扣，帶有用以安裝消焰器的槍口螺紋槍管，和一條用以安裝各種各樣光学望遠瞄準鏡的內置式燕尾槽。其配備的標準瞄準鏡是施密特-本德爾（德語：Schmidt & Bender）6×42毫米光學狙擊鏡，狙擊鏡具有200—900公尺（218.72—984.25码，656.17—2,952.76英尺）距離的彈墜補助（英語：Bullet Drop Compensation，簡稱：BDC）。這枝步槍還配備緊急後備機械瞄具，當狙擊鏡損壞時仍然可作為緊急瞄準的備用瞄準具。這枝步槍配備一具兩腳架作為標準配備。使用的槍托是由麥克米蘭製造的玻璃钢強化塑料槍托。

## 衍生型
M85有一款警用衍生型，它在步槍槍托上裝有托腮板。

## 使用國
- 巴西
  - 巴西海軍陸戰隊[4]
- 马来西亚
  - 皇家海軍反恐特種部隊PASKAL[5]

## 資料來源
1. 1 2 3 4 5  .   [2010-06-29]. （原始内容存档于2010-07-04）.
2. 1 2 3 4 5  .   [2010-06-29]. （原始内容存档于2020-02-17） （德语）.
3. ↑  .   [2010-06-29]. （原始内容存档于2010-06-18）.
4. ↑  .   [2012-11-19]. （原始内容存档于2013-03-28）.
5. ↑  .   [2014-11-26]. （原始内容存档于2014-10-09）.